# Didier Falise
Didier Falise (Oerle, 3 maart 1961) is een voormalige Belgische atleet, die gespecialiseerd was in het hink-stap-springen en het verspringen. Hij nam eenmaal deel aan de Olympische Spelen en veroverde tien Belgische titels.

## Biografie
Falise werd in 1980 voor het eerst Belgisch kampioen AC bij het hink-stap-springen. Tot 1990 behaalde hij alleen in 1983 de titel niet. In 1986 verbeterde bij op het BK zijn Belgisch record tot 16,86 m.
Falise nam deel aan de Europese kampioenschappen van 1986, waar hij achtste werd in de finale. In 1987 nam hij deel aan de wereldkampioenschappen in Rome, waar hij werd uitgeschakeld in de kwalificaties. Op de Olympische Spelen van 1988 in Seoel werd hij elfde in de finale.
Hij stopte in 1990 na de EK te Split, waar hij ook niet verder kwam dan de kwalificaties.

### Clubs
Falise was aangesloten bij Excelsior en verhuisde naar Seraing.

## Belgische kampioenschappen
| onderdeel          | jaar                                                       |
| ------------------ | ---------------------------------------------------------- |
| hink-stap-springen | 1980, 1981, 1982, 1984, 1985, 1986, 1987, 1988, 1989, 1990 |

## Persoonlijke records
Outdoor
| Onderdeel          | Prestatie | Datum           | Plaats |
| ------------------ | --------- | --------------- | ------ |
| hink-stap-springen | 16,86 m   | 9 augustus 1986 | Heizel |

Indoor
| Onderdeel          | Prestatie | Datum           | Plaats |
| ------------------ | --------- | --------------- | ------ |
| hink-stap-springen | 16,57 m   | 18 januari 1987 | Liévin |

## Palmares

### verspringen
- 1990:  BK AC indoor - 7,22 m

### hink-stap-springen
- 1980:  BK AC – 15,30 m
- 1981:  BK AC – 15,41 m
- 1982:  BK AC – 16,17 m (wind)
- 1984:  BK AC – 16,24 m
- 1985: 7e EK indoor in Pireus - 16,34 m
- 1985: 10e WK indoor in Parijs - 15,56 m
- 1985:  BK AC – 16,32 m
- 1986:  BK AC – 16,86 m
- 1986: 8e EK in Stuttgart – 16,74 m
- 1987: 7e EK indoor in Liévin - 16,33 m
- 1987: 8e WK indoor in Indianapolis -16,53 m
- 1987:  BK AC – 15,92 m
- 1987: 7e in kwal. WK in Rome - 16,51 m
- 1988:  BK AC – 16,25 m
- 1988: 11e OS in Seoel – 16,17 m
- 1989: 12e EK indoor in Den Haag - 15,77 m
- 1989:  BK AC – 15,96 m
- 1990:  BK AC – 15,95 m
- 1990: 6e in kwal. EK in Split – 16,32 m

## Onderscheidingen
- 1985: Grand Prix LBFA
- 1987: Gouden Spike